# Catálogo de Especies Amenazadas de Canarias

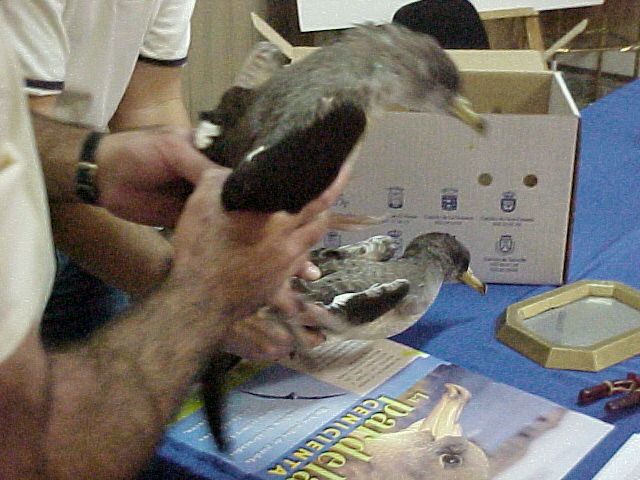
Anillado de pardelas durante la campaña de rescate el año 2000.

El Catálogo de Especies Amenazadas de Canarias se crea mediante el decreto 151/2001, publicado en el Boletín Oficial de Canarias. Tiempo antes, el 28 de marzo de 1989, el Boletín Oficial del Estado publica la Ley 4/1989 para la conservación de los espacios naturales, la flora y la fauna silvestres del estado. Uno de los frutos de esta ley es la creación del Catálogo Nacional de Especies Amenazadas.
Debido a las características oceánicas, climáticas y geológicas de las Islas Canarias, entre otros factores, en el archipiélago se concentra una gran variedad de especies, muchas de ellas endémicas y en peligro de extinción. Casi la mitad del total de especies de flora vascular silvestre endémica de España y cerca del 40% de la fauna invertebrada se encuentran en Canarias.
Dada la amenaza que las actividades humanas desarrolladas en los hábitats de las islas, la Consejería de Política Territorial y Medio Ambiente del Gobierno de Canarias promulgó el decreto mediante el que se creaba el Catálogo de Especies Amenazadas de Canarias en el que se clasificaban las especies en las siguientes categorías en función del riesgo que corrían. El decreto, además de crear el catálogo, establece la forma de gestionarlo, y la creación de planes de recuperación y conservación de especies. Actualmente, podemos citar como ejemplos de especies de las distintas categorías en el catálogo las siguientes:

## Especies “en peligro de extinción”
En este apartado se incluyen aquellas especies y subespecies presentes en Canarias que estén incluidas en la misma categoría del Catálogo Español de Especies Amenazadas, o bien aquellos taxones cuya supervivencia en el archipiélago sea poco probable si los factores que actúan actualmente sobre sus poblaciones siguen actuando:
- - Acrostira euphorbiae Cigarrón palo palmero
  - Adenocarpus ombriosus Codeso herreño
  - Arthrodeis obesus gomerensis Boliche gomero
  - Atractylis arbuscula Piñamar mayor
  - Atractylis preauxiana Piñamar
  - Bencomia brachystachya Bencomia de Tirajana
  - Bencomia exstipulata Bencomia de cumbre
  - Bencomia sphaerocarpa Bencomia herreña
  - Carabus coarctatus Cárabo de Gran Canaria
  - Caralluma burchardii Cuernúa
  - Cardiophorus cobossanchezi Escarabajo resorte
  - Cheirolophus dariasi Cabezón del Cabrito
  - Cheirolophus ghomerythus Cabezón gomero
  - Cistus chinamadensis ombriosus Amagante herreño
  - Corvus corax canariensis Cuervo canario
  - Crambe scoparia Colderrisco de La Aldea
  - Crambe sventenii Colino majorero
  - Crambe wildpretii Colderrisco de Arure
  - Dicrodontus alluaudi Carábido ocre de Gran Canaria
  - Dorycnium broussonetii Trébol de risco de Broussonet
  - Dracaena tamaranae Drago de Gran Canaria
  - Echium acanthocarpum Tajinaste gomero
  - Echium handiense Tajinaste de Jandía
  - Euphorbia mellifera Tabaiba de monteverde
  - Fringilla polatzeki Pinzón azul de Gran Canaria
  - Gallotia bravoana Lagarto gigante de La Gomera
  - Globularia ascanii Mosquera de Tamadaba
  - Gracillaria cervicornis Glaciliaria cornuda
  - Helianthemum aganae Jarilla de Anaga
  - Helianthemum bramwelliorum Jarilla de Guinate
  - Helianthemum bystropogophyllum Jarilla peluda
  - Helianthemum gonzalezferreri Jarilla de Famara
  - Helianthemum inaguae Jarilla de Inagua
  - Helianthemum juliae Jarilla de Las Cañadas
  - Helianthemum teneriffae Jarilla de Agache
  - Helianthemum tholiforme Jarilla de Gran Canaria
  - Helichrysum alucense Yesquera de Aluce
  - Ilex perado lopezlilloi Naranjero salvaje gomero
  - Kunkeliella canariensis Escobilla de Guayadeque
  - Kunkeliella psilotoclada Escobilla de Masca
  - Kunkeliella subsucculenta Escobilla carnosa
  - Lavatera acerifolia var. Hariensis Malvarrisco rosada
  - Limonium bourgeaui Siempreviva de Bourgeau
  - Limonium dendroides Siempreviva gigante
  - Limonium relicticum Siempreviva de Tejeleche
  - Lotus berthelotii Pico de paloma
  - Lotus eremiticus Picocernícalo
  - Lotus kunkelii Yerbamuda de Jinámar
  - Lotus maculatus Pico de El Sauzal
  - Lotus pyranthus Pico de fuego
  - Milvus milvus Milano real
  - Monachus monachus Foca monje
  - Myrica rivas-martinezii Faya herreña
  - Neophron percnopterus Guirre
  - Normania nava Tomatillo de Nava
  - Onopordon carduelium Cardo de Tenteniguada
  - Onopordon nogalesii Cardo de Jandía
  - Panulirus echinatus Langosta pintada
  - Paradromius tamaranus Carábido trepador de Gran Canaria
  - Parmacella tenerifensis Limaco gigante tinerfeño
  - Parolinia glabriuscula Dama de Bandama
  - Pericallis appendiculata var. preauxiana Alamillo de Doramas
  - Pericallis hadrosoma Flor de mayo leñosa
  - Pieris cheiranthi cheiranti Mariposa capuchina
  - Pimelia canariensis Pimelia tinerfeña costera
  - Pimelia fernandezlopezi Pimelia de Puntallana
  - Pimelia granulicollis Pimelia de las arenas
  - Pimelia radula radula Pimelia tinerfeña común
  - Pulicaria burchardii Pulicaria majorera
  - Rhopalomesites euphorbiae Picudo de la tabaiba de monte
  - Salvia herbanica Conservilla majorera
  - Sideritis amagroi Salviablanca de Amagro
  - Sideritis discolor Salviablanca de Doramas
  - Sideritis marmorea Chajorra de Aluce
  - Silene sabinosae Canutillo de Sabinosa
  - Solanum lidii Pimentero de Temisas
  - Solanum vespertilio doramae Rejalgadera de Doramas
  - Stemmacantha cynaroides Cardo de plata
  - Tanacetum osanahanii Magarza de Guayedra
  - Teline pallida silensis Gildana de Los Silos
  - Teline salsoloides Retamón de El Fraile
  - Teucrium heterophyllum hierrense Jocama
  - Zostera noltii Seba fina

## Especies "vulnerables"
Se incluyen aquellas especies presentes en Canarias y que se incluyan en la misma categoría en el Catálogo Español de Especies Amenazadas y aquellas que estén en riesgo de pasar a la categoría anterior si los factores negativos que actúan sobre sus poblaciones siguen actuando:
- - Acrostira tamarani Cigarrón palo de Gran Canaria
  - Aichryson bethencourtianum Gongarillo majorero
  - Alsidium corallinum Alsidio
  - Anagyris latifolia Oro de Risco
  - Anguilla anguilla Anguila
  - Argyranthemum adauctum jacobaeifolium Magarza de Doramas
  - Argyranthemum winteri Margarita de Jandía
  - Asparagus nesiotes purpuriensis Esparraguera majorera
  - Bupleurum handiense Anís de Jandía
  - Bystropogon odoratissimus Poleo de cardonal
  - Carduus bourgeaui Cardo majorero
  - Charadrius alexandrinus Chorlitejo patinegro
  - Cheirolophus arboreus Cabezón arbóreo
  - Cheirolophus arbutifolius Cabezón de Gran Canaria
  - Cistus chinamadensis gomerae Amagante gomero
  - Convolvulus caput-medusae Chaparro canario
  - Convolvulus lopezsocasi Corregüelón de Famara
  - Corallistes nollitangere Esponja cerebro
  - Cystoseira mauritanica Mujo mauritano
  - Cystoseira tamaricifolia Mujo ramudo
  - Dactylis metlesicsii Jopillo de cumbre
  - Dendriopoterium pulidoi Algafitón de La Aldea
  - Gelidium arbuscula Gelidio rojo
  - Gelidium canariense Gelidio negro
  - Graptodytes delectus Buceador de banda difusa
  - Hemicycla plicaria  Chuchanga corrugada
  - Hymenophyllum wilsonii Helechilla de Wilson
  - Hypericum coadunatum Cruzadilla de naciente
  - Limonium sventenii Siempreviva azul
  - Limonium tuberculatum Siempreviva espinocha
  - Limonium vigaroense Siempreviva de Inagua
  - Lolium saxatile Ballico de risco
  - Ononis christii Taboire de Jandía
  - Pandion haliaetus Guincho
  - Parus caeruleus degener Herrerillo majorero
  - Physeter macrocephalus Cachalote
  - Plantago famarae Pinillo de Famara
  - Pleiomeris canariensis Delfino
  - Plutonia reticulata Babosa de boina enana
  - Polygonum maritimum Treintanudos de mar
  - Pterocles orientalis Ortega
  - Puffinus puffinus Estapagao
  - Salix canariensis Sauce canario
  - Scrophularia calliantha Fistulera de Gran Canaria
  - Sideritis guayedrae Salvia blanca
  - Silene nocteolens Canutillo del Teide
  - Solanum vespertilio vespertilio Rejalgadera
  - Sonchus gandogeri Cerrajón de El Golfo
  - Tanacetum ptarmiciflorum Magarza plateada
  - Teline splendens Herdanera
  - Theba grasseti Caracol pintado de Gran Canaria
  - Traganum moquinii Balancón
  - Trechus detersus Cucucito oriental
  - Tyto alba gracilirostris Lechuza majorera
  - Viola palmensis Violeta de La Palma

## Especies "de interés para los ecosistemas canarios"
Se incluyen aquellos taxones que, a pesar de no encontrarse en ninguna de las dos categorías nombradas anteriormente, merezcan una atención particular por su importancia ecológica en espacios de la Red Canaria de Espacios Naturales Protegidos:
- - Acetabularia acetabulum Paragüita de mar común
  - Aeonium gomerense Bejeque gomero
  - Aeonium nobile Bejeque rojo
  - Aichryson bituminosum Gongarillo de Tenteniguada
  - Aichryson brevipetalum Gongarillo de Las Nieves
  - Aldisa expleta Babosa marina morada
  - Argyranthemum maderense Margarita de Famara
  - Artemisia reptans Amuley
  - Arthrocnemum macrostachyum Sapillo
  - Asplenium aethiopicum braithwaitii Culantrillo de Braithwait
  - Asplenium anceps Culantrillo calambur
  - Asplenium septentrionale Helecho cinta
  - Asplenium trichomanes quadrivalens Culantrillo menor
  - Asterina gibbosa Estrella de capitán
  - Athyrium filix-femina Helecho hembra
  - Avrainvillea canariensis Abanico de fondo
  - Bombus canariensis Abejón canario
  - Calathidius brevithorax Calatidio del pinar
  - Calathus amplius Calato Amplio
  - Carabus faustus cabrerai Cárabo de Teno
  - Carabus faustus faustus Cárabo de Anaga
  - Carex perraudieriana Cuchillera ancha
  - Cerastium sventenii Rilla
  - Ceterach aureum var. aureum Doradilla medicinal
  - Charonia tritonis variegata Bucio de hondura
  - Cheirolophus junonianus Cabezón de Teneguía
  - Cheirolophus satarataensis Cabezón de Sataratá
  - Cheirolophus sventenii sventenii Cabezón de Guelguén
  - Cheirolophus tagananensis Cabezón de Taganana
  - Cheirolophus webbianus Cabezón de Webb
  - Cicer canariensis Garbancera canaria
  - Cistus chinamadensis chinamadensis Amagante de Chinamada
  - Collartida anophthalma Chinche cavernícola herreña
  - Convolvulus volubilis Corregüelón voluble
  - Crambe arborea Colderrisco de Güímar
  - Crambe feuilleii Colderrisco herreña
  - Crambe laevigata Colderrisco de Teno
  - Crambe microcarpa Colderrisco garafiana
  - Crepis canariensis Lechuguilla de risco
  - Cryptella famarae Criptela de Famara
  - Culcita macrocarpa Helecho colchonero
  - Cymodosea nodosa Seba
  - Cystoseira abies-marina Mujo amarillo
  - Dendrophyllia laboreli Cabezuelo
  - Descurainia artemisioides Mostaza de Guayedra
  - Dorycnium eriophthalmum Trébol de risco blanco
  - Dracaena draco Drago
  - Dryopteris guanchica Helecho penco dentado
  - Echinaster sepositus Estrella rugosa
  - Echium gentianoides Tajinaste palmero de cumbre
  - Echium pininana Pininana
  - Echium wildpretii trichosiphon Tajinaste rosado
  - Erigeron calderae Pompón de Las Cañadas
  - Euphorbia handiense Cardón de Jandía
  - Ferula lancerottensis Tajasnoyo
  - Ferula latipinna Cañaheja herreña
  - Fulica atra Focha común
  - Gaidropsarus guttatus Brota de tierra
  - Gallinula chloropus Polla de agua
  - Genista benehoavensis Retamón palmero
  - Gesiella jameensis Gesiela de Los Jameos
  - Gymnothorax bacalladoi Murión atigrado
  - Hacelia attenuata Estrella naranja
  - Haliotis coccinea canariensis Almeja canaria
  - Halophila decipiens Hojitas de arena
  - Helichrysum monogynum Yesquera roja
  - Hemicycla bidentalis inaccessibillis Chuchanga del roque de Fuera
  - Hemicycla saulcyi saulcyi Chuchanga ocre de La Isleta
  - Hippocampus ramulosus (=H. hippocampus) Caballito de mar
  - Hydrotarsus pilosus Escarabajito de rezumadero
  - Isaurus tuberculatus Isauro
  - Labrus bergylta Romero capitán
  - Lactucosonchus webbii Lechuguilla de Webb
  - Lamprothamnium succintum Alga breve
  - Laphangium teydeum Borriza del Teide
  - Laurencia viridis Laurencia verde
  - Lavatera phoeniceae Malvarrisco encarnada
  - Leptrotrichus leptotrichoides Cochinita de pelo
  - Limonium arborescens Siempreviva arbórea
  - Limonium fruticans Siempreviva de El Fraile
  - Limonium imbricatum Siempreviva imbricada
  - Limonium ovatifolium canariense Siempreviva de saladar
  - Limonium papillatum Siempreviva zigzag
  - Limonium perezii Siempreviva de Masca
  - Limonium preauxii Siempreviva lunaria
  - Limonium puberulum Siempreviva de Fariones
  - Limonium redivivum Siempreviva de Benchijigua
  - Loboptera cavernicola Cucaracha pálida cavernícola
  - Loboptera subterranea Cucaracha pálida subterránea
  - Lotus arinagensis Corazoncillo de Arinaga
  - Lotus callis-viridis Corazoncillo de Andén Verde
  - Lotus mascaensis Corazoncillo de Masca
  - Marthasterias glacialis Estrella picuda
  - Maytenus senegalensis Peralillo africano
  - Micromeria leucantha Tomillón blanco
  - Micromeria pineolens Tomillón de Tamadaba
  - Micromeria rivas-martinezii Tomillón de Juan
  - Monanthes wilpretii Pelotilla de Chinamada
  - Mytilaster minimus Almejillón enano
  - Napaeus isletae Chuchanguita de La Isleta
  - Narcissia canariensis Estrella canaria
  - Ophidiaster ophidianus Estrella púrpura
  - Ophioglossum polyphyllum Lenguaserpiente foliosa
  - Oromia hephaestos Oromia de cuevas
  - Osyris lanceolata Bayón
  - Pachydema gomerae Firanque gomero
  - Palythoa canariensis Palitoa canaria
  - Palythoa caribaea Palitoa caribeña
  - Parolinia schizogynoides Dama de Argaga
  - Pericallis hansenii Alamillo gomero
  - Pericallis multiflora Alamillo de Acentejo
  - Phalium granulatum Yelmo estriado
  - Pimelia estevezi Pimelia de Estévez
  - Pimpinella anagodendron Perejil de Anaga
  - Pimpinella rupicola Perejil de risco
  - Plutonia machadoi Babosa de boina de Machado
  - Pomatoschistus microps Cabozo enano
  - Purpuraria erna Cigarrón palo
  - Risoella verruculosa Risoela
  - Rutheopsis herbanica Tajame
  - Salvia broussonetii Salvia orejaburro
  - Sargassum filipendula Sargazo llorón
  - Sargassum vulgare Sargazo común
  - Scolopax rusticola Gallinuela
  - Scyllarides latus Langosta mocha
  - Semele gayae Aureola de risco
  - Senecio bollei Moqueguirre de Bolle
  - Senecio hermosae Turgaite gomero
  - Sideritis pumila Salviarrisco
  - Sideritis sventenii Salviablanca de Ayagaures
  - Sonchus pinnatifidus Cerrajón de risco
  - Sonchus tuberifer Cerrajilla de Teno
  - Sonchus wilpretii Balillo de Agando
  - Sorbus aria Peralillo de cumbre
  - Spelaeovulcania canariensis Carábido ciego de Vulcano
  - Sventenia bupleuroides Lechugón de Sventenius
  - Taringa ascitica Taringa de La Santa
  - Taringa bacalladoi Taringa de Bacallado
  - Teline pallida gomerae Gildana gomera
  - Teline pallida pallida Gildana de Anaga
  - Teline rosmarinifolia rosmarinifolia Gildana del Risco Blanco
  - Thalassophilus subterraneus Carábido subterráneo enano
  - Tolpis crassiuscula Lechuguilla de Teno
  - Tonna galea Tonel
  - Tonna maculosa Tonel manchado
  - Vandenboschia speciosa Helecho de cristal
  - Viola anagae Violeta de Anaga
  - Volutaria bollei Cardomanso de Bolle
  - Withania frutescens Orobal moro

## Especies "de protección especial"
Se incluyen aquellos taxones que a pesar de no encontrarse amenazadas ni ser de especial interés ecológico dentro de las áreas de la Red Canaria de Espacios Naturales Protegidos si sean merecedoras de atención especial en cualquier parte del territorio canario por su valor científico, ecológico y cultural o por su rareza y singularidad:
- - Argyrolobium armindae Yerba de plata
  - Asplenium terorense Culantrillo de Teror
  - Asteriscus schultzii Tojia blanca
  - Bystropogon wildpretii Poleo de Fuencaliente
  - Canarobius oromii Carábido ciego de Oromí
  - Carduus volutarioides Cardo de Icod
  - Collartida tanausu Chinche cavernícola palmera
  - Echium triste Viborina triste
  - Halophiloscia microphthalma Cochinita cegata
  - Herniaria canariensis Milengrana tinerfeña
  - Mesembryanthemum terkauffii Cosco de Jandía
  - Orzolina thalasophilla Orzolina
  - Plantago asphodeloides Llantén fino
  - Pulicaria canariensis Pulicaria purpuraria
  - Sarcocornia perennis Salado de marisma
  - Vicia filicaulis Chicharrilla canaria fina
  - Vicia nataliae Chicharrilla gomera